# اوکیناوا (شهر)
اوکیناوا در استان اوکیناوا در کشور ژاپن واقع شده‌است که دارای جمعیت ۱۲۸٬۴۲۱ نفر و مساحت ۴۹٫۰۰ کیلومتر مربع با تراکم جمعیت ۲٬۵۶۵ نفر در کیلومترمربع است و در تاریخ ۱ آوریل ۱۹۷۴ به عنوان شهر شناخته شد.